# Garfield's Fun Fest
Garfield's Fun Fest (bra: A Festa do Garfield; prt: Garfield - Um Festival de Comédia) é um filme de animação digital de 2008 baseado no personagem Garfield de Jim Davis. Foi produzido pela Paws, Inc. em cooperação com a Animation Picture Company e distribuído pela 20th Century Fox. 

## Elenco
- Frank Welker - Garfield, Jeff, Leonard, Gnomo, Prop Boy
- Tim Conway - Freddy Frog, Guarda de segurança, Marra Tor, Roger
- Gregg Berger - Odie
- Jennifer Darling - Bonita Stegman, Betty, Bonnie Bear
- Greg Eagles - Eli
- Jason Marsden - Nermal/Ramone
- Neil Ross - Walter "Wally" Stegman, Charles
- Stephen Stanton - Randy Rabbit, Stanislavsky
- Fred Tatasciore - Billy Bear, Junior Bear
- Audrey Wasilewski - Arlene, Momma Bear, Zelda
- Wally Wingert - Jon Arbuckle